# Barbus amatolicus
Barbus amatolicus е вид лъчеперка от семейство Шаранови (Cyprinidae). Видът е уязвим и сериозно застрашен от изчезване.

## Разпространение
Разпространен е в Южна Африка (Източен Кейп).

## Описание
На дължина достигат до 7 cm.